# Bahrein op de Olympische Zomerspelen 1992
Bahrein nam deel aan de Olympische Zomerspelen 1992 in Barcelona, Spanje. Het was de derde olympische deelname van het land uit het Midden-Oosten.

## Deelnemers

### Atletiek
| Olympiër             | Discipline         | Resultaat | Prestatie                            |
| -------------------- | ------------------ | --------- | ------------------------------------ |
| Khalid Juma Juma     | 100m (m)           | 49e       | serie 1: 6e in 10,80                 |
| Khaled Ibrahim Jouma | 200m (m)           | 44e       | serie 9: 5e in 21,55                 |
| Abdullah Al-Dosari   | 5000m (m)          | 43e       | serie 3: 12e in 14.23,07             |
| Abdullah Al-Dosari   | 10000m (m)         | DNF       | serie 1: niet gefinisht              |
| Khalid Abdulla Abdan | 100m horden (m)    | 46e       | serie 3: 8e in 15,41                 |
| Saad Mubarak Ali     | marathon (m)       | 79e       | 2:39.19                              |
| Ahmed Nesaif         | speerwerpen (m)    | 31e       | kwalificatie groep A: 16e met 55,24m |
| Rashid Alameeri      | kogelslingeren (m) | 31e       | kwalificatie groep B: 14e met 56,08m |

### Wielersport
| Olympiër                                                                  | Discipline         | Resultaat | Prestatie      |
| ------------------------------------------------------------------------- | ------------------ | --------- | -------------- |
| Jamal Ahmed Al-Doseri                                                     | wegwedstrijd (m)   | DNF       | niet gefinisht |
| Jameel Kadhem                                                             | wegwedstrijd (m)   | DNF       | niet gefinisht |
| Saber Mohamed Hasan                                                       | wegwedstrijd (m)   | DNF       | niet gefinisht |
| Jamal Ahmed Al-Doseri Mamdooh Al-Doseri Jameel Kadhem Saber Mohamed Hasan | ploegentijdrit (m) | 22e       | 2:26.00        |

Albanië · Algerije · Amerikaanse Maagdeneilanden · Amerikaans-Samoa · Andorra · Angola · Antigua en Barbuda · Argentinië · Aruba · Australië · Bahama's · Bahrein · Bangladesh · Barbados · België · Belize · Benin · Bermuda · Bhutan · Bolivia · Bosnië en Herzegovina · Botswana · Brazilië · Britse Maagdeneilanden · Bulgarije · Burkina Faso · Canada · Centraal-Afrikaanse Republiek · Chili · China · Chinees Taipei · Colombia · Congo-Brazzaville · Cookeilanden · Costa Rica · Cuba · Cyprus · Denemarken · Djibouti · Dominicaanse Republiek · Duitsland · Ecuador · Egypte · El Salvador · Equatoriaal-Guinea · Estland · Ethiopië · Fiji · Filipijnen · Finland · Frankrijk · Gabon · Gambia · Gezamenlijk team · Ghana · Grenada · Griekenland · Groot-Brittannië · Guam · Guatemala · Guinee · Guyana · Haïti · Honduras · Hongarije · Hongkong · Ierland · IJsland · India · Indonesië · Irak · Iran · Israël · Italië · Ivoorkust · Jamaica · Japan · Jemen · Jordanië · Kaaimaneilanden · Kameroen · Kenia · Koeweit · Kroatië · Laos · Lesotho · Letland · Libanon · Libië · Liechtenstein · Litouwen · Luxemburg · Madagaskar · Malawi · Malediven · Maleisië · Mali · Malta · Marokko · Mauritanië · Mauritius · Mexico · Monaco · Mongolië · Mozambique · Myanmar · Namibië · Nederland · Nederlandse Antillen · Nepal · Nicaragua · Nieuw-Zeeland · Niger · Nigeria · Noord-Korea · Noorwegen · Oeganda · Oman · Oostenrijk · Pakistan · Panama · Papoea-Nieuw-Guinea · Paraguay · Peru · Polen · Portugal · Puerto Rico · Qatar · Roemenië · Rwanda · Saint Vincent‑Grenadines · Salomonseilanden · Samoa · San Marino · Saoedi-Arabië · Senegal · Seychellen · Sierra Leone · Singapore · Slovenië · Soedan · Spanje · Sri Lanka · Suriname · Swaziland · Syrië · Tanzania · Thailand · Togo · Tonga · Trinidad en Tobago · Tsjaad · Tsjecho-Slowakije · Tunesië · Turkije · Uruguay · Vanuatu · Venezuela · Verenigde Arabische Emiraten · Verenigde Staten · Vietnam · Zaïre · Zambia · Zimbabwe · Zuid-Afrika · Zuid-Korea · Zweden · Zwitserland · Onafhankelijke olympische deelnemers